# Симфония в белом № 1: девушка в белом
«Симфония в белом № 1» (англ. Symphony in White, No. 1: The White Girl), также известная как «Девушка в белом» (англ. The White Girl) — картина американского художника Джеймса Уистлера, написанная в 1861—1862 годах. На картине изображена девушка в полный рост, стоящая на волчьей шкуре перед белой занавеской с белой лилией в руке. Цветовая гамма картины почти полностью в светлых тонах. Натурщицей была возлюбленная художника Джоанна Хиффернан. Хотя картина первоначально называлась «Девушка в белом», Уистлер позже стал называть её «Симфония в белом № 1». Называя работы такими абстрактными терминами, он намеревался подчеркнуть свою философию «искусство ради искусства». Хранится в Национальной галерее искусств в Вашингтоне, округ Колумбия, США.
Картину не приняли на выставку ни в Королевскую академию художеств, ни в Парижский салон, но в конце концов она была выставлена в Салоне отверженных в 1863 году. На этой выставке также была представлена знаменитая картина Эдуара Мане «Завтрак на траве», и вместе эти две работы привлекли большое внимание. В картине «Девушка в белом» присутствует влияние прерафаэлитов, с которыми Уистлер познакомился через Данте Россетти. Позднее картина была интерпретирована как аллегория невинности и её утраты, а также как религиозная аллюзия на Деву Марию.

## Создание и критика
Уистлер начал работу над «Девушкой в белом» вскоре после 3 декабря 1861 года с намерением представить её на престижной ежегодной выставке Королевской академии. К тому времени у Уистлера ухудшилось здоровье из-за проблем с сердцем. Но, несмотря на приступы болезни, ему удалось закончить картину к апрелю 1862 года. В письме Джоржу Дюморье в начале 1862 года он писал:
...женщина в красивом белом батистовом платье стоит у окна, которое пропускает свет сквозь прозрачную белую муслиновую занавеску, – но на фигуру падает сильный свет справа, и поэтому картина, за исключением копны рыжих волос, представляет собой одну великолепную массу ослепительно белого цвета.

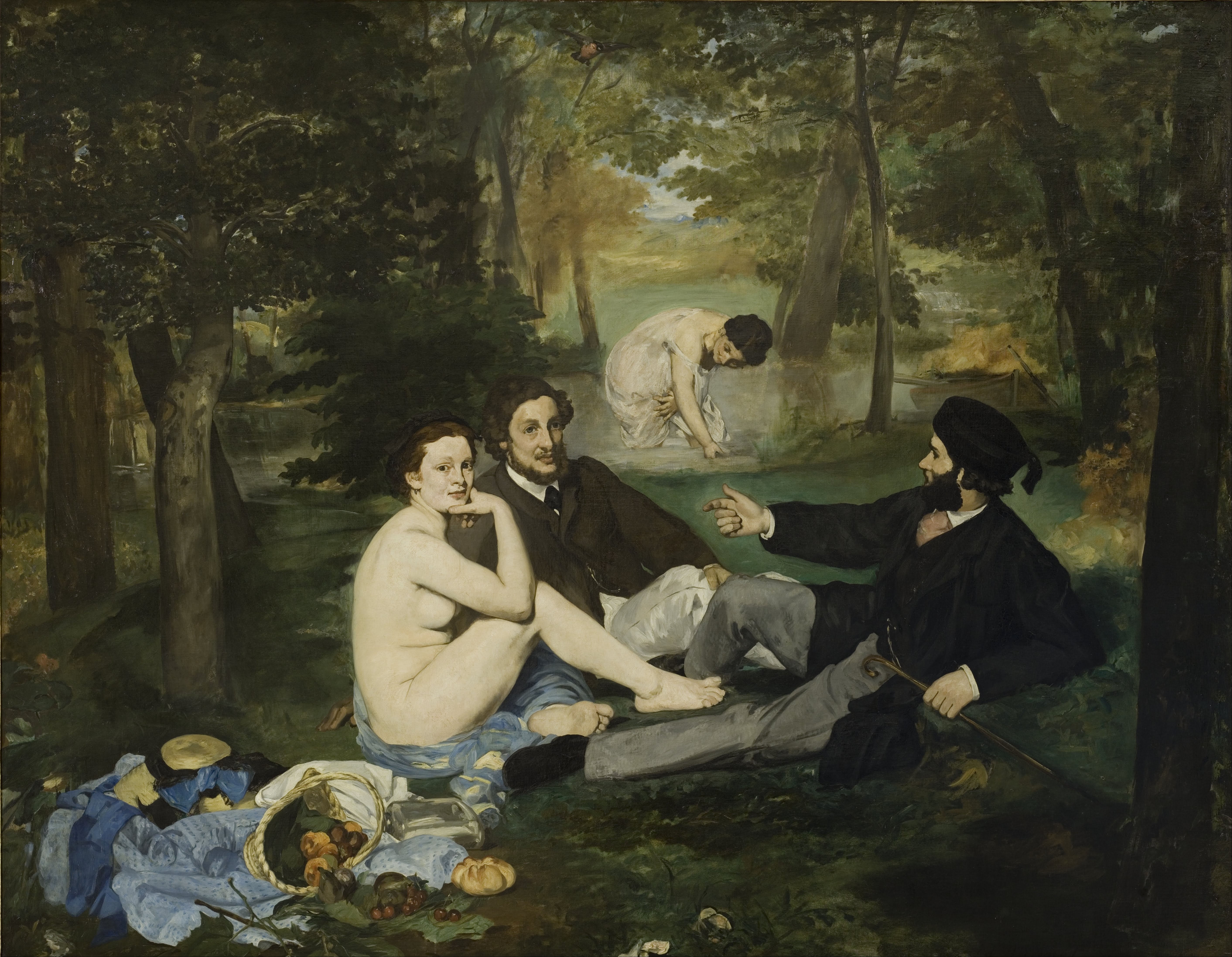
«Завтрак на траве" Эдуарда Мане вызвал ажиотаж в 1863 году в Салоне отверженных, но внимание, уделенное Девушке в белом Уистлера, было большим.

По словам Хиффернан, Уистлер, отправляя заявку на участие в выставке Академии, уже знал, что её отклонят. Одной из причин был скандал, вызванный картиной Эдвина Ландсира «Укрощение строптивой» на прошлогодней (в 1861-м) выставке. На картине Ландсира, на которой была изображена женщина рядом с лошадью, моделью была названа Анн Гилберт — известная наездница того времени. Однако, вскоре выяснилось, что на самом деле это была Кэтрин Уолтерс — лондонская куртизанка. Картина Уистлера немного напоминала картину Ландсира, и жюри академии отказалось от её показа. «Девушка в белом» была заявлена вместе с тремя офортами, которые, в отличие от картины, были приняты.
В итоге Уистлер отправил её в небольшую галерею на Бернерс-стрит в Лондоне, где она была выставлена под названием «Женщина в белом», совпадавшим с популярным тогда одноимённым романом Уилки Коллинза. Писатель Дюмюрье, по-видимому, посчитав, что картина имеет отношение к роману, в своей рецензии в «Атенеуме» пожаловался на несоответствие изображённой девушки персонажу романа. На что Уистлер написал письмо, утверждая, что галерея при выборе названия не посоветовалась с ним, добавив: «У меня не было никакого намерения иллюстрировать роман мистера Уилки Коллинза. Моя картина просто изображает девушку в белом, стоящую перед белой занавеской».
В следующем году Уистлер попытался выставить картину в Парижском салоне, — официальной художественной выставке Академии изящных искусств, но там её тоже не приняли. Вместо этого она была принята на альтернативной выставке, — Салоне отверженных, которая открылась 15 мая, через две недели после официального Салона.
На выставке в Салоне отверженных 1863 года была показана картина «Завтрак на траве» Эдуарда Мане, которая вызвала скандал, однако внимание, уделённое Девушке в белом Уистлера, было большим. Спор вокруг картин был описан в романе Эмиля Золя «Лувр» (1886). Картину Уистлера, в основном, восприняли положительно, и это в значительной степени оправдало её после неудач с другими выставками. Ею восхищались его коллеги и друзья Мане, живописец Гюстав Курбе и поэт Шарль Бодлер. Искусствовед Теофиль Тор-Бюргер видел в ней традиции Гойи и Веласкеса. Были, однако, и менее благоприятные отзывы. Некоторые французские критики считали английскую прерафаэлитовую тенденцию несколько эксцентричной.
Картина оставалась в семье Уистлеров до 1896 года, когда она была продана племянником художника Харрису Уитмору, коллекционеру произведений искусства. В 1943 году семья Уитморов подарила её Национальной галерее искусств в Вашингтоне, округ Колумбия, где она хранится сейчас.

## Композиция и интерпретация
Уистлер возмущался идеей, что его картины должны иметь какое-то значение помимо того, что можно увидеть на холсте. Он известен как главный сторонник философии «искусство ради искусства». Его комментарий к «Девушке в белом», отрицающий связь с романом Уилки Коллинза «Женщина в белом», является одним из самых ранних из подобных утверждений: «Моя картина просто изображает девушку в белом, стоящую перед белой занавеской». Поскольку английские критики рассматривали картину как иллюстрацию, они относились к ней менее благожелательно, чем их французские коллеги, которые рассматривали её как мечтательно-поэтическую фантазию. Один английский критик, ссылаясь на роман Коллинза, назвал «Девушку в белом» «… одной из самых неполных картин, с которыми мы когда-либо встречались». Поскольку на выставке в галерее на Бернерс-стрит использовалось название «Женщина в белом», критики были разочарованы отсутствием сходства с героиней романа. Уистлер, который даже не читал роман, возмущался сравнением.
Десять лет спустя Уистлер стал называть картину «Симфония в белом № 1», хотя ещё во время выставки в Париже в 1863 году французский критик Поль Манц назвал её «Симфония дю Бланш». По аналогии с музыкой, Уистлер хотел подчеркнуть свою философию «Искусство ради искусства». Название, вероятно, было вдохновлено стихотворением Теофиля Готье «Мажорно-белая симфония» (фр. Symphonie en Blanc Majeur, 1852) из сборника «Эмали и камеи».
Уистлер был недоволен реалистичностью картины, выставленной в первоначальном виде — чертой, в которой винили влияние реалиста Курбе. Позже, между 1867 и 1872 годами, он переработал её, чтобы придать более одухотворённое выражение. Хотя «Симфония» была начата до того, как Уистлер впервые встретил Россетти, влияние прерафаэлитов всё же очевидно. Картина была ранним экспериментом цветовой схемы: «белым по белому» — с женщиной, стоящей в белом платье на белом фоне. Позже, художник вернулся к этой схеме в картинах «Симфония в белом, № 2» (1864) и «Симфония в белом № 3» (1865—1867).
Хотя сам Уистлер негодовал от попыток анализа значения его искусства, это не помешало последующим критикам предпринимать их. Французский искусствовед XIX-го века Жюль-Антуан Кастаньари видел в картине символы утраченной невинности — тему, которая была поднята более поздними критиками. Искусствовед Уэйн Крэйвен также рассматривает картину как нечто большее, чем формалистическое упражнение, и нашёл в изображении «загадочные, выразительные и даже эротические подтексты». Он указывал на контраст, представленный образом белой лилии, изображающей невинность и девственность, в противовес волчьей голове на ковре, символизирующей её потерю. Берил Шлоссман, профессор литературы Калифорнийского университета, увидела в этом намёки на Мадонну. По интерпретации Шлоссман коврик под ногами женщины это облако, на котором часто изображают Богородицу, а волк — змея, раздавленная пят́ой. Искусствовед Хилтон Крамер видит в портретах Уистлера очарование и комбинацию мастерства и наблюдательных навыков, которых не хватало его более радикальным пейзажам.

## Модель

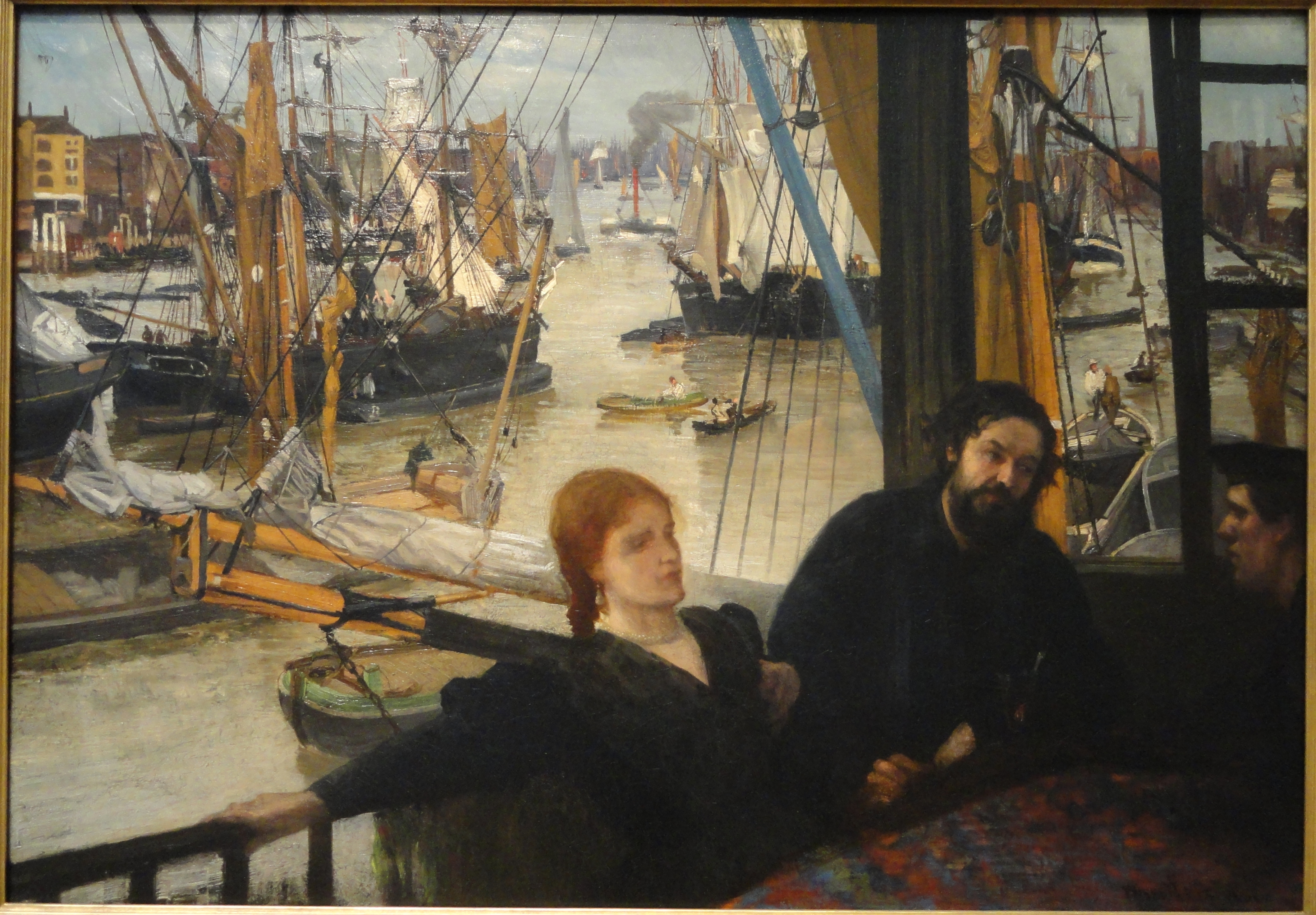
Уоппинг на Темзе. Джеймс Уистлер. Холст, масло, 1860—1864.

В 1860 году в Лондоне, в котором Уистлер проводил всё больше времени, он познакомился с Джоанной Хиффернанан, — натурщицей, которая позже стала его любовницей. Их отношения назывались «браком без выгоды для духовенства».
Хиффернан, предположительно, обладала большим влиянием на Уистлера, но его семья была против их отношений. Так, когда мать художника переехала к нему, Хиффернан была вынуждена съехать из дома. А зять Уистлера, — Фрэнсис Хейден, однажды из-за неё отказался от приглашения на ужин зимой 1863—1864.
В 1861 году она позировала в качестве модели для картины «Уоппинг», названной по одноимённому микрорайону боро Тауэр-Хамлетс Лондона. На ней изображены женщина и двое мужчин на балконе с видом на Темзу. По словам самого Уистлера, женщина, изображаемая Джоанной, была проституткой.